# Піт Десджардінс
Піт Десджардінс (англ. Pete Desjardins, 10 квітня 1907 — 6 травня 1985) — американський стрибун у воду.
Олімпійський чемпіон 1928 року, срібний медаліст 1924 року.